# 隆起線文土器

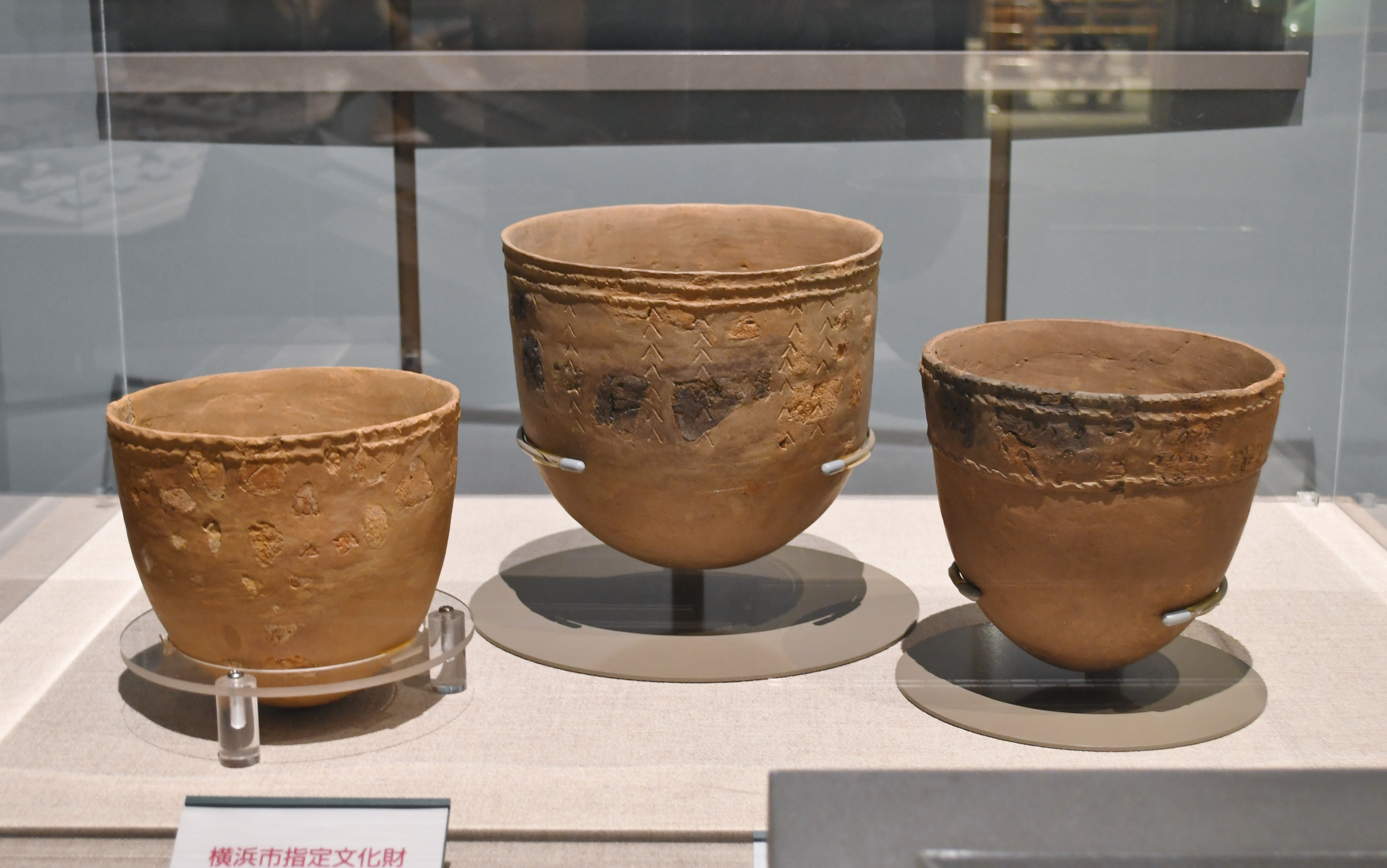
神奈川県横浜市の花見山遺跡から出土した隆線文土器（横浜市指定有形文化財）横浜市歴史博物館所蔵。

隆起線文土器（りゅうきせんもんどき）は、口縁部や胴部の上位に粘土を帯状にめぐらせる意匠（隆起線文・隆線文）とその手法が用いられた、縄文時代草創期初頭の一群の縄文土器をいう。北海道から種子島までの各地に分布する。

## 概要
器形は丸底や平底の屈曲のない深鉢形をしており、いずれも小型である。この系統の土器群には、豆粒状の粘土粒を貼り付けたもの、粘土紐を口縁部に直線的や曲線的に巡らせたもの、ヘラ状の道具を用い横方向に引くことによって同じような効果を出すものなどがある。
神奈川県横浜市都筑区の花見山遺跡では隆起線文土器が多量に出土し、標式遺物として「花見山式」と呼ばれることがある（横浜市指定有形文化財）。
日本列島最古の土器とされてきたが、より古い土器の存在が明らかになった。例えば長崎県佐世保市の泉福寺洞窟出土の豆粒文土器や、青森県東津軽郡外ヶ浜町の大平山元遺跡出土の無文土器などである。

## 形式の新旧
豆粒文と呼ばれる文様を持つものを最古段階に位置し、隆起線文の太さは、時代が新しくなるほど細くなる傾向がある。隆起線文→細隆起線文→微隆起線文と順次流線文が細かくなり、新しい段階に移っていくと考えられている。
放射性炭素年代測定法によれば、長崎県佐世保市吉井町（旧北松浦郡 吉井町）の福井洞穴出土の隆起線文土器はBP1万2700±500年、愛媛県上浮穴郡久万高原町の上黒岩岩陰遺跡出土の細隆起線文土器はBP1万2165±600年である。